# Собутка (Скаржиський повіт)
Собутка (пол. Sobótka) — село в Польщі, у гміні Бліжин Скаржиського повіту Свентокшиського воєводства.
Населення — 179 осіб (2011).
У 1975-1998 роках село належало до Келецького воєводства.

## Демографія
Демографічна структура на день 31 березня 2011 року:
|          | Загалом | Допрацездатний вік | Працездатний вік | Постпрацездатний вік |
| -------- | ------- | ------------------ | ---------------- | -------------------- |
| Чоловіки | 94      | 12                 | 67               | 15                   |
| Жінки    | 85      | 13                 | 49               | 23                   |
| Разом    | 179     | 25                 | 116              | 38                   |